# サマーズ (ラッパー)
ディアンテ・アダム・ジョンソン（Deante Adam Johnson、1999年11月18日 - ）は、サマーズ（Summrs）の芸名で知られるアメリカ合衆国のラッパー、シンガーソングライター。2021年にヴィクター・ヴィクター・ワールドワイドおよびキャピトル・レコードと契約したが翌年離脱し、その後10Kプロジェクトと契約した。SoundCloudで発表した作品で最もよく知られている。

## キャリア
2018年4月、サマーズはフロリダ州のラッパーであるウェイランドのシングル「Who's Better」に客演参加した。同年、プラグンB（PluggnB）というサブジャンルの先駆者として頭角を現し、『##Endeavor777』や『Devotion』、またそれに続く『##Bellworld』、『##Bellworld 2』、『No Regrets』、『Revived』といった一連の作品を発表した。
2019年2月、キャッシュ・ベントレーを客演に迎え、SoundCloudを通じてリリースしたシングル「Shouldve Known」が高い評価を受ける。ピッチフォークはこの曲を「今日聴くべき必聴のラップソング」と評した。同年10月15日には、15曲を収録したアルバム『Isolation』をリリースした。
2021年1月、タイフォンテーヌ（TyFontaine）のシングル「Mother of My Kids」に客演参加。その後、タイフォンテーヌのアルバム『Ascension』のデラックス版でも再び共演した。同年12月には、イートを客演に迎えた楽曲「Countup」をSoundCloud限定で発表した。2022年3月には、タイのラッパーである1Millのアルバム『Only1』に参加した。
2022年6月、自身初となるフルアルバム『Fallen Raven』をリリース。収録曲の「Swing Ya Pole」と「So Much Cheese」は共にメインストリームで注目を集めた。2024年後半には、EP『NIGHTFALL』に収録されたシングル「Marble Floors」、イートのアルバム『LYFESTYLE』への客演曲「GO2WORK」、そしてストリーマーのプラークボーイマックス（PlaqueBoyMax）がエンジニアを務めた楽曲「Rino Hercules」によって、さらに広く認知されるようになった。

## 音楽性
ワシントン・ポストのクリス・リチャーズは、サマーズのスタイルを「真昼の太陽で溶けていくかのような、粘り気のあるオートチューンのかかったライム」と評している。サマーズは、プラグ・ミュージックのサブジャンルであるプラグンBの主要な先駆者の一人として知られている。ピッチフォークのライターであるアルフォンス・ピエールは、サマーズのボーカルスタイルをリル・トレイシー（Lil Tracy）と比較しつつ、R&Bからの影響がより強いと述べている。

## ディスコグラフィ

### スタジオ・アルバム
- DEVOTION（2018年）
- Isolation（2019年）
- Intoxicated（2021年）
- Nothing More Nothing LESS（2021年）
- FALLEN RAVEN（2022年）
- Stuck in My Ways（2023年）
- GHOST（2023年）
- What We Didn't Have（2023年）
- B4DARAVEN（2024年）

## 参照
1. ↑  “ACE Repertory”. www.ascap.com. 2025年7月10日閲覧。
2. ↑  Barlas, Jon (2021年12月1日). “Summrs Interview: Underground phenom looks to 'Evolve' on next project” (英語). Our Generation Music. 2025年7月10日閲覧。
3. 1 2  Richards, Chris; Allison, Natalie; Birnbaum, Michael; Lamothe, Dan; Marimow, Ann; Natanson, Hannah; Kornfield, Meryl; McCoy, Terrence et al. (2022年9月17日). “Perspective | Looking for D.C.’s most sacred skate spot? Follow your ears.” (英語). The Washington Post. ISSN 0190-8286 2025年7月10日閲覧。
4. ↑  “Summers”. www.10kprojects.com. 2025年7月10日閲覧。
5. ↑  “The SoundCloud Rulebook: Breaking Down The Streaming Site’s Newest Stars” (英語). Passion of the Weiss (2018年4月19日). 2025年7月10日閲覧。
6. 1 2  Pierre, Alphonse (2019年3月7日). “The Ones: Summrs’ “Shouldve Known” [ft. Cash Bently]” (英語). Pitchfork. 2025年7月10日閲覧。
7. ↑  Adams, Danny (2021年1月7日). “Mother of My Kids - [TyFontaine ft. [Summrs]]” (英語). Lyrical Lemonade. 2025年7月10日閲覧。
8. ↑  A, Aron (2021年10月20日). “TyFontaine Delivers 12 New Songs For "Ascension (Deluxe)"” (英語). HotNewHipHop. 2025年7月10日閲覧。
9. ↑  Kumar, Nimai (2022年6月27日). “Summrs surprises with highly-anticipated double album ‘FALLEN RAVEN’” (英語). Our Generation Music. 2025年7月10日閲覧。